# 야시로촌 (야마구치현 구마게군)
야시로촌(八代村)은 야마구치현 구마게군에 설치되었던 촌이다. 현재의 슈난시에 해당한다.